# Paula Malia
Paula Malia   (Barcelona, 26 de setembre de 1990) és una actriu i cantant catalana.

## Biografia
Va estudiar art dramàtic a l'Escola Superior d'Art Dramàtic Eòlia de Barcelona. A més, estudia a l'Institut del Teatre. Forma part del grup de música The Mamzelles amb Paula Ribó i Bàrbara Mestanza. El grup va saltar a la fama en protagonitzar un anunci sobre reciclatge de la Generalitat de Catalunya.
Va començar la seva carrera en televisió en el programa d'esquetxos esportius Crackòvia, on va imitar diversos personatges d'entre els quals destaca el de Pilar Rubio.
El 2014 va formar part del repartiment de la sèrie de TV3 El crac, escrita, dirigida i protagonitzada per Joel Joan. L'any següent va fer una aparició d'un capítol a la sèrie La Riera, on va interpretar Vanessa.
El 2016 va ser una de les protagonistes de la segona temporada de la sèrie Cites, on va interpretar a Elena, una jove alegre i somiadora sense gaire sort en l'amor. Malia hi va aparèixer en sis episodis tant com a personatge secundari per a les cites del seu company de pis Dídac (Alain Hernández), com amb les seves pròpies amb Berto (Artur Busquets), Quim (David Marcé) i Gerard (Àlex Maruny).
El 2023, es va incorporar a la segona temporada del concurs musical de TV3 Eufòria com a coach d'interpretació. També el 2023 va interpretar el paper d'Emily Webb a l'obra La nostra ciutat (Our Town) al Teatre Lliure.

## Treballs

### Cinema
Informació actualitzada per un bot. Els canvis manuals es perdran quan s'actualitzi!
| Any  | Títol             | Direcció            | Dades a Wikidata              |
| ---- | ----------------- | ------------------- | ----------------------------- |
| 2012 | Animals           | Marçal Forés        | Modifica les dades a Wikidata |
| 2013 | Los inocentes     |                     | Modifica les dades a Wikidata |
| 2018 | Cançó per a tu    | Oriol Ferrer Ferrer | Modifica les dades a Wikidata |
| 2019 | Gent que ve i bah | Patrícia Font       | Modifica les dades a Wikidata |
| 2021 | Loco por ella     | Dani de la Orden    | Modifica les dades a Wikidata |

### Televisió
Informació actualitzada per un bot. Els canvis manuals es perdran quan s'actualitzi!
| Any       | Títol                    | Direcció | Dades a Wikidata              |
| --------- | ------------------------ | --- | ----------------------------- |
| 2013–2015 | Crackòvia                | Joan Rufas Toni Soler i Guasch                                                                                       | Modifica les dades a Wikidata |
| 2014–2017 | El crac                  | Joel Joan i Juvé Héctor Claramunt                                                                                    | Modifica les dades a Wikidata |
| 2016–2016 | Cites                    | Pau Freixas Marta Pahissa Patrícia Font Paco Caballero David Selvas i Jansana Carles Torrens Hammudi Al-Rahmoun Font | Modifica les dades a Wikidata |
| 2019–2019 | Benvinguts a la família  | Pau Freixas Paco Caballero Nely Reguera i Massagué Alejandro Marzoa Blasco Begoña Álvarez Rojas                      | Modifica les dades a Wikidata |
| 2018–2018 | Si no t'hagués conegut   | Kiko Ruiz Claverol                                                                                                   | Modifica les dades a Wikidata |
| 2019–2021 | El vecino                | Nacho Vigalondo | Modifica les dades a Wikidata |
| 2020–     | Valeria                  | Inma Torrente Nely Reguera i Massagué                                                                                | Modifica les dades a Wikidata |
| 2021–2021 | L'última nit del karaoke | Pedro B. Abreu Serapi Soler Oriol Pérez Alcaraz                                                                      | Modifica les dades a Wikidata |
| –         | La casa nostra           | Dani de la Orden Oriol Pérez Alcaraz                                                                                 | Modifica les dades a Wikidata |

### Teatre
Informació actualitzada per un bot. Els canvis manuals es perdran quan s'actualitzi!
| Any  | Títol                       | Direcció                             | Dades a Wikidata              |
| ---- | --------------------------- | ------------------------------------ | ----------------------------- |
| 2012 | The Experiment              | The Mamzelles                        | Modifica les dades a Wikidata |
| 2012 | My Sweet Country            |                                      | Modifica les dades a Wikidata |
| 2013 | Orgia                       | The Mamzelles                        | Modifica les dades a Wikidata |
| 2014 | Safari Pitarra              |                                      | Modifica les dades a Wikidata |
| 2015 | Woyzeck caducat             |                                      | Modifica les dades a Wikidata |
| 2015 | Souvenir                    |                                      | Modifica les dades a Wikidata |
| 2017 | Mafia                       | Bàrbara Mestanza Paula Ribó González | Modifica les dades a Wikidata |
| 2018 | La importància de ser Frank | David Selvas i Jansana               | Modifica les dades a Wikidata |
| 2019 | Jacuzzi                     | Marc Rosich                          | Modifica les dades a Wikidata |
| 2021 | Sota la neu                 |                                      | Modifica les dades a Wikidata |